# 浜田広介
浜田 広介（はまだ ひろすけ、旧字体：濱田 廣介、1893年〈明治26年〉5月25日 - 1973年〈昭和48年〉11月17日）は、日本の童話作家。本名は濱田 廣助。日本児童文芸家協会初代理事長。代表作に『泣いた赤鬼』『椋鳥の夢』『竜の目の涙』などがあり、一連の作品は「ひろすけ童話」と称される。坪田譲治、小川未明とともに「児童文学界の三種の神器」と呼ばれた。次男濱田滋郎は音楽評論家になった。

## 来歴
山形県東置賜郡高畠町の農家に生まれた。幼少時から巖谷小波を愛読。米沢中学（現山形県立米沢興譲館高等学校）、早稲田大学英文科卒。中学時代は大熊信行や上泉秀信と同人誌を作っていた。
1914年（大正3年）大学入学の年に『萬朝報』の懸賞小説に短編小説『零落』が入選したのを皮切りに、何作かの小説を著す。また1917年（大正6年）「大阪朝日新聞」の懸賞新作お伽話一等に『黄金の稲束』が入選したのを機会に、コドモ社の児童雑誌『良友』から童話を発表するようになった。翌年に廣介は『途暗し』で北村透谷賞を受けたりするが、やがて童話作家を志すようになっていく（この間、鈴木三重吉からの『赤い鳥』への参加呼びかけを断っている）。
1918年（大正7年）大学卒業後にコドモ社に入社し、児童雑誌『良友』を編集、自らも童話を書くようになる。1921年（大正10年）、島崎藤村の紹介で実業之日本社に移り、『幼年之友』を編集する。同年処女童話集『椋鳥の夢』を刊行。1923年（大正12年）の関東大震災による退社をきっかけに作家に専念した後も同誌から多くの童話を発表した。1925年には早大童話会を立ち上げた。1928年に結婚。
1940年、日本文化協会児童文化賞受賞。1942年、野間文芸奨励賞受賞。
1953年、第3回芸術選奨文部大臣賞受賞。同年、鳥越信と古田足日を中心とした「少年文学宣言」が発表され、未明と廣介は「古い」児童文学として否定されるという憂き目に遭う。
1957年と1961年に産経児童出版文化賞を受賞。1972年に名誉町民に顕彰され、庁舎前に「回顧の碑」が建つ。
1973年、前立腺癌のため東京都大田区田園調布の自宅で死去。戒名は廣徳院殿童愛錦謡居士。
廣介の作品は「ひろすけ童話」とも呼ばれ、小学校低学年向けの平易な語り口と純朴で心を打つ内容で、教科書や絵本で親しまれている。
1989年より故郷の高畠町に記念館が建てられている。

## エピソード
自作の詩「日本橋から」は古賀正男（政男）が無断で曲をつけ、佐藤千夜子の歌でヒットした。のちに著作権法に抵触すると聞かされた古賀が廣介に謝罪したが、当の本人はそんなことも知らず、2人で大笑いした。

## 著書
- 『椋鳥の夢』新生社、1921年（広介童話全集』1）
- 『大将の銅像』実業之日本社、1922年
- 『ひろすけ童話讀本』文教書院、1924-29年
- 『頼朝と義経』子供の日本社、1925年（英傑伝叢書）
- 『小鳥と花と』文教書院、1925年
- 『飛んで来い』叢文閣、1926年
- 『河うその赤んぼ』創生堂、1927年
- 『かっぱと平九郎』岡村書店、1939年
- 『ニゲタカメノコ』文昭社、1939年
- 『旅に出た王子』岡村書店、1939年
- 『竜の目の涙』フタバ書院、1941年
- 『兎の画家』新潮社、1941年（日本童話名作選集）
- 『蠅の目と花』フタバ書院、1941年
- 『タノシイコドモ』富士屋書店、1941年
- 『わにとへいたいさん』新生閣、1944年
- 『コドモトイヌ』昭和出版創立事務所、1944年
- 『ひのきまる』尚文館、1947年
- 『花びらの旅』小澤出版社、1947年
- 『一つの願い』国民文芸社、1948年
- 『おかあさんと花』二葉書店、1948年
- 『つよいたんぽぽ』児童図書刊行会、1948年
- 『みち』童画書房、1948年
- 『ひろすけ童話選集』1-6、講談社、1948–50年
- 『春の氏神』桜井書店、1948年（こどもかい文庫）
- 『雪国のおんどり』講談社、1949年
- 『かえるのきょうだい』主婦之友社、1949年
- 『雪のふる国』小峰書店、1950年（日本童話小説文庫）
- 『小さな川の小さなはし』羽田書店、1950年
- 『たぬきとつばめ』むさし書房、1951年
- 『浜田広介童話集』新潮文庫、1953年
- 『こぶたのペエくん』日本書房、1954年
- 『くまがさるからきいた話』日本書房、1954年
- 『ひろい世界』日本書房、1954年
- 『お山の子ぐま』金の星社、1954年
- 『浜田広介童話選集』全6巻、講談社、1956年
  - 1 『花びらのたび』[9]
  - 2 『りゅうの目のなみだ』[10]
  - 3 『泣いた赤おに』[11]
  - 4 『波の上の子もり歌』[12]
  - 5 『うさぎのひこうき』[13]
  - 6 『夏の夜のゆめ』[14]
- 『ひろすけ絵本』全10巻、偕成社、1965年 - 1966年[15]
  - 1『りゅうのめのなみだ』（絵：いわさきちひろ、1965年）[16][17]
  - 2『ないたあかおに』（絵：池田龍雄、1965年）[18][19]
  - 3『こりすのおかあさん』（絵：柿本幸造、1966年）[20]
  - 4『さらわれたおにんぎょう』（絵：桜井誠、1965年）[21][22]
  - 5『ごろうくんとふくろう』（絵：深沢紅子、1966年）[23][24]
  - 6『おしゃれなからす : ほか三つのイソップどうわ』（原作：イソップ、絵：瀬川康男、1965年）[25]
  - 7『ことりにまけたくま』（原作：グリム、絵：山田三郎、1965年）[26]
  - 8『みにくいあひるのこ』（原作：アンデルセン、絵：司修、1965年）[27][28]
  - 9『こねずみちょろちょろ : むかしばなし』（絵：柿本幸造、1965年）[29][30]
  - 10『もりはおおさわぎ』（原作：セルゲイ・ミハルコフ、絵：佐藤忠良、1965年）[31][32]
- 『ひろすけ童話』1－8』集英社、1967年
- 『童話文学と人生』集英社、1969年
- 『ひろすけ幼年童話文学全集』1–12、集英社、1970–73年
- 『浜田広介全集』全12巻、集英社、1975–76年

## 作詞
- 『街の灯』 - 淡谷のり子の歌謡曲。作曲：古賀政男。映画『街の灯』をモチーフにしている[33]。1932年コロムビアより発売。
- 『街の灯』 - 淡谷のり子の歌謡曲。曲：杉田良造、編曲：奥山貞吉。1934年コロムビアより発売[34]。先述の楽曲とは作曲者が異なる。川畑文子の歌謡曲『花賣娘』と同じレコードのB面。

## 伝記など
- 浜田留美『父浜田広介の生涯』筑摩書房、1983年
- 小林正『浜田広介おぼえがき』北郊書房、1985年
- 羽山周平『さくら花咲く庭にして  浜田広介おぼえがき拾遺』北郊書房、1992年
- 西沢正太郎『ひろすけ童話ひとすじに  日本のアンデルセン浜田広介の生涯』PHP研究所、1994年
- 浜田留美『「ひろすけ童話」をつくった浜田広介  父浜田廣介の生涯』ゆまに書房、1998年